# エクリプス (バンド)
エクリプス（Eclipse）は、1999年に結成されたストックホルム出身であるスウェーデンのロック・バンド。現在のラインナップは、ボーカリストのエリック・モーテンソン、ギタリストのマグナス・ヘンリクソン、ドラマーのフィリップ・クルスナー、ベーシストのヴィクター・クルスナーで構成されている。

## 略歴
バンドは1999年にストックホルムで、歌手/ギタリスト/ベーシストのエリック・マーテンソンとドラマー/キーボード奏者のアンダース・ベルリンによって結成された。ギタリストのマグナス・ヘンリクソンを加え、彼らはイギリスのレーベル「Z Records」とのレコード契約を結んだ。バンドのデビュー・アルバム『The Truth and A Little More』は、2001年にリリースされた。
その後、エクリプスは2004年4月にイタリアのレーベル、フロンティアーズ・レコードと契約を結び、アルバム『セカンド・トゥ・ナン』をリリースした。2008年にはアルバム『アー・ユー・レディ・トゥ・ロック』をリリース。その後、エリック・マーテンソンは、ワーク・オブ・アート（W）、エクリプス（E）、タリスマン（T）の各バンドからのメンバーで構成されるサイド・プロジェクト「W.E.T. (ウェット)」の曲のほとんどを書いた。彼らのセルフタイトル・デビュー・アルバムは2009年にリリースされ、メロディック・ハードロックとAOR・ラジオ・フォーマットのジャンルで有名になった。
2012年にはアルバム『ブリード・アンド・スクリーム』をリリース。タイトルトラックはシングルとしてリリースされ、バンドの最初の公式ビデオにもなった。アルバムはスウェーデン・チャートで44位に入った。
バンドは2015年2月に5枚目のアルバム『アーマゲドナイズ』をリリースし、スウェーデン・チャートで初登場49位となった。2015年11月30日、SVTは、エクリプスが「Runaways」という曲で「Melodifestivalen 2016」に参加することを発表した。この曲はエリック・マーテンソンによって書かれ、2月27日にイェヴレで行われた第4回準決勝に出場した。エクリプスは5位で終了し、競争から排除されることとなった。
2017年3月、6枚目のアルバム『モニュメンタム』をリリースし、2017年3月29〜30日にイタリアのトレッツォ（ミラノ）で開催された「フロンティアーズ・ロック・フェスティバルIV」の1日目に登場。アルバムのリリースをサポートするため、9か国18日間にわたるツアーを2017年3月31日に開始した。

## メンバー

### 現在のラインナップ
- エリック・モーテンソン (Erik Mårtensson) - ボーカル、ギター、ベース (1999年– )
- マグナス・ヘンリクソン (Magnus Henriksson) - ギター (1999年– )
- フィリップ・クルスナー (Philip Crusner) - ドラム (2015年– )
- ヴィクター・クルスナー (Victor Crusner) - ベース (2019年– )

### 旧メンバー
- ロバン・バック (Robban Bäck) - ドラム (2006年–2015年)
- マグナス・ウルフステッド (Magnus Ulfstedt) - ベース (2014年–2019年)、ドラム (2000年–2006年)
- アンダース・ベルリン (Anders Berlin) - ドラム、キーボード、パーカッション (1999年–2004年)
- フレドリック・フォルケ (Fredrik Folkare) - ベース (2003年–2008年)
- ヨハネス・カゲリンド (Johannes Kagelind) - ベース
- ピーター・ハルグレン (Peter Hallgren) - ベース
- ヨハン・ベルリン (Johan Berlin) - キーボード (2006年–2014年)

### スタジオでのゲスト参加者
- Mats Olausson - キーボード
- Kee Marcello - ギター
- Annelie Pandora Magnusson - ボーカル
- Madeleine Johansson - チェロ
- Johan Fahlberg - バック・ボーカル
- David Wallin - バック・ボーカル

## ディスコグラフィ

### スタジオ・アルバム
- The Truth and a Little More (2001年)
- 『セカンド・トゥ・ナン』 - Second to None (2004年)
- 『アー・ユー・レディ・トゥ・ロック』 - Are You Ready to Rock (2008年)
- 『ブリード・アンド・スクリーム』 - Bleed & Scream (2012年)
- 『アー・ユー・レディ・トゥ・ロック MMXIV』 - Are You Ready to Rock MMXIV (2014年)
- 『アーマゲドナイズ』 - Armageddonize (2015年)
- 『アーマゲドナイズ (デラックス・エディション)』 - Armageddonize Deluxe edition (2016年)
- 『モニュメンタム』 - Monumentum (2017年)
- 『パラダイム』 - Paradigm[7] (2019年)
- 『ワイアード』 - Wired (2021年)

### ライブ・アルバム
- 『ヴィヴァ・ラ・ヴィクツアリア』 - Viva La VicTOURia (Live) (2020年)

### シングル
- "Bleed & Scream" / "Come Hell or High Water" / "Into the Fire" (2012年)
- "Stand On Your Feet" (2015年)
- "Runaways" (2016年)
- "Vertigo"  (2017年) ※2017年1月12日リリース。『モニュメンタム』からのファースト・シングル[8][9]
- "Never Look Back" (2017年) ※2017年1月31日リリース。『モニュメンタム』からのセカンド・シングル[9]